# 武仙座ν
武仙座ν，又名BD+30 3093，HD 164136、SAO 66524、HR 6707，是武仙座的一颗恒星，视星等为4.41，位于銀經55.94，銀緯23.92，其B1900.0坐标为赤經17h 54m 40.5s，赤緯+30° 23.92′ 51″。